# Alexander Vindman
Alexander S. Vindman (Kiev, 6 juni 1975) is een Amerikaanse veiligheidsexpert en specialist in buitenlandse aangelegenheden. Als directeur Europese zaken maakte hij deel uit van de Nationale Veiligheidsraad.

## Levensloop

### Afkomst en opleiding
Alexander Vindman en zijn tweelingbroer Yevgeny werden geboren in Oekraïne. Na het overlijden van hun moeder werden ze door hun vader Semyon (Simon) in december 1979 overgebracht naar New York, evenals hun oudere broer. Zij groeiden op in de Brooklynse buurt "Little Odessa", waar veel mensen met een Oekraïense achtergrond wonen. Alexander Vindman spreekt vloeiend Oekraïens en Russisch.
In 1998 behaalde Vindman een bachelorgraad in internationale studies aan de State University of New York in Binghamton. Later behaalde hij een mastergraad aan Harvard University in Russische, Oost-Europese en Centraal-Aziatische studies.

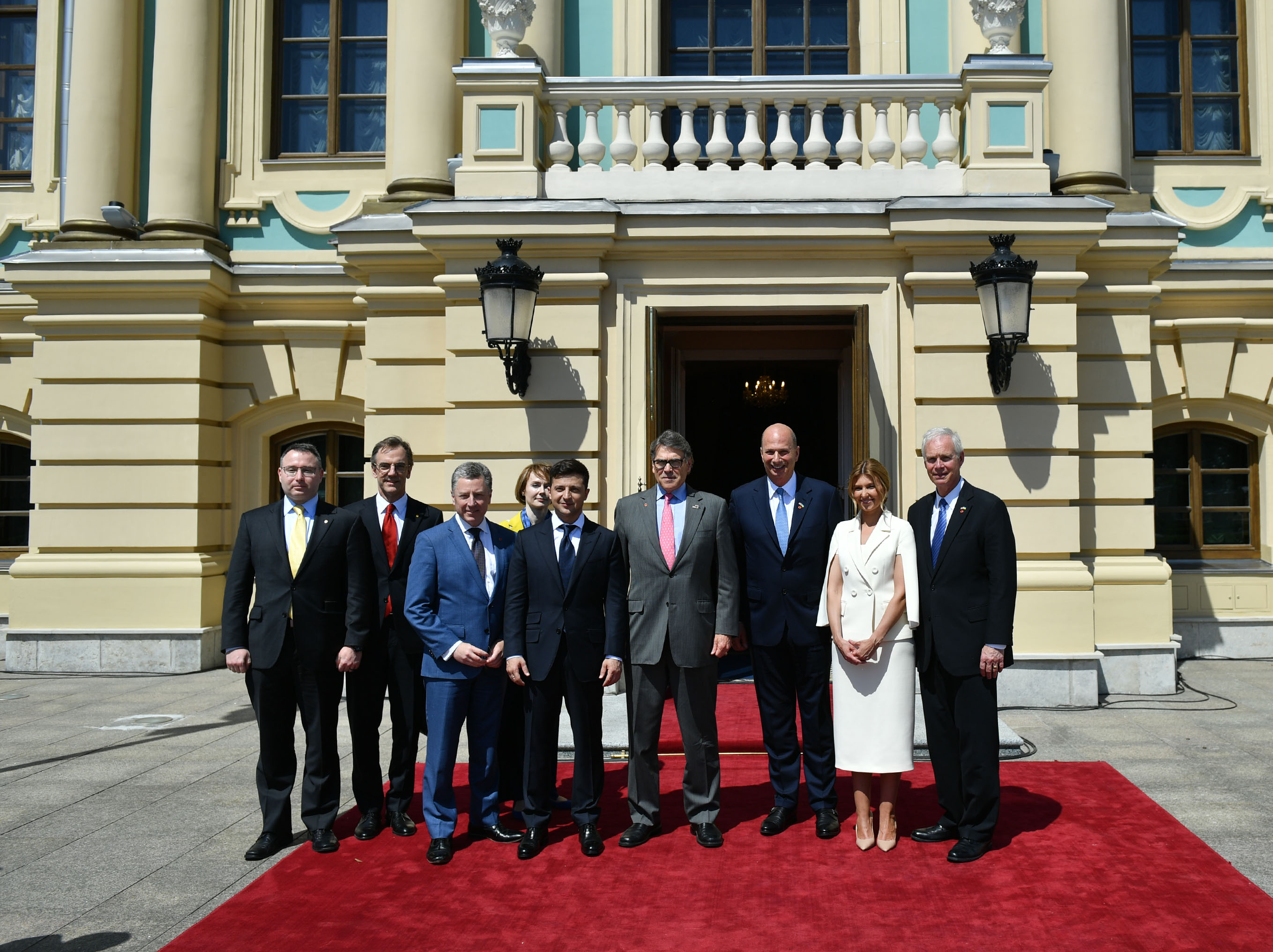
Volodymyr Zelensky met Alexander Vindman (helemaal links) en een Amerikaanse delegatie.

### Carrière
Na het afstuderen aan de State University of New York in 1998 meldde hij zich aan bij de officiersopleiding van het Amerikaanse leger, alwaar hij in 1999 in Fort Benning de basisopleiding voor infanterie-officier afrondde.
Vindman diende gedurende twee decennia in het Amerikaanse leger. In de loop van 2008 werd hij bevorderd tot majoor en vervolgens op 8 september 2015 tot luitenant-kolonel. Als infanterie-officier nam hij deel aan tal van missies, onder meer in Zuid-Korea en in Duitsland.
Hij is een gedecoreerde veteraan uit de Irakoorlog, die de Purple Heart-onderscheiding ontving na gewond te zijn geraakt bij het afgaan van een bermbom.
In zijn rol van lid van de NSC, maakte Vindman deel uit van de Amerikaanse delegatie die de inauguratie van de nieuw gekozen president van Oekraïne, Volodymyr Zelensky, bijwoonde.
Begin 2008 werd Vindman Buitenlands beleidsadviseur, gespecialiseerd in de regio Eurazië.
In deze hoedanigheid was hij werkzaam op de Amerikaanse ambassades in Kiev en Moskou. Terug in Washington werd hij daarna politiek-militair waarnemer, met een focus op de Russische Federatie ter ondersteuning van de voorzitter van de Chefs van Staven. In juli 2018 aanvaardde hij zijn benoeming tot lid van de Nationale Veiligheidsraad.

### Oekraïne-affaire
Vindman werd gedagvaard om te getuigen tegenover onderzoekers van het Congres op 29 oktober 2019, gelet op zijn mogelijke kennis over een telefoongesprek tussen de Amerikaanse president Trump en diens Oekraïense ambtsgenoot Zelensky op 25 juli 2019.
Naar wordt aangenomen is hij de eerste Witte Huis-autoriteit die rechtstreeks getuige was van dit telefoongesprek, dat het hart vormt van het impeachment-onderzoek waarin Trump ervan wordt beschuldigd Zelensky gevraagd te hebben om een corruptie-onderzoek in te stellen naar voormalig vicepresident Joe Biden, die evenals Trump campagne voert voor de presidentsverkiezingen van 2020.
Op basis van zijn voorgenomen openingsverklaring, vooraf in bezit van The New York Times, zal Vindmans getuigenis overwegend overeenkomen met de voorafgaande verklaring van Fiona Hill, zijn voormalige chef en William B. Taylor Jr., fungerend ambassadeur in Oekraïne.

#### Getuigenis in commissies Huis van Afgevaardigden
In zijn openingsgetuigenis op 29 oktober 2019 in een besloten zitting van de Inlichtingencommissie, de Commissie voor Overzichts- en Staatshervorming en de Commissie voor Buitenlandse aangelegenheden  van het Huis van Afgevaardigden, verklaarde Vindman:
In het voorjaar van 2019 werd ik me bewust van invloed van buitenaf  waarin een vals en afwijkend verhaal over  Oekraïne werd gepusht dat in strijd was met de overeenstemming van de visies van de twee diplomatieke diensten, en dat "schadelijk was voor de nationale veiligheid van de Verenigde Staten" en dat "de pogingen van de Amerikaanse regering om de samenwerking met Oekraïne uit te breiden, ondermijnde".
Vindman verklaarde aanvullend dat hij zich zorgen maakte over twee acties, waartegen hij onmiddellijk bezwaar maakte bij hogere officials, en de hoofdaanklager van de Nationale Veiligheidsraad.
De eerste gebeurtenis vond plaats in een vergadering op 10 juli tussen Oekraïens toenmalige minister van Nationale Veiligheid en Defensie Raad, Oleksandr Danlylyuk, en de toenmalige Amerikaanse Nationale Veiligheidsadviseur John Bolton, waarbij ook de ambassadeurs Volker en Sondland en minister van Energiezaken Rick Perry aanzaten, en waarin Sondland Oekraïne vroeg een onderzoek in te stellen naar de Bidens teneinde een ontmoeting te krijgen met president Trump.
Vindman stelt dat Bolton de vergadering afbrak, en dat hij en Fiona Hill ambassadeur Sondland meteen hebben verteld dat zijn uitspraken ongepast waren. Vindland maakte hem ook duidelijk dat hij zijn bezorgdheid ook ging rapporteren aan de leiding van de Nationale Veiligheidsraad.
De tweede gebeurtenis vond plaats op 25 juli tijdens een telefoongesprek tussen president Trump en Zelensky. Vindman verklaarde: 
Ik maakte me zorgen over het telefoongesprek. Volgens mij deugde het niet om aan een buitenlandse regering te vragen om een onderzoek in te stellen naar een Amerikaanse burger. Ik was ook bezorgd  over de implicaties daarvan voor de Amerikaanse steun aan Oekraïne. Ik besefte dat als Oekraïne een onderzoek zou instellen naar de Bidens en Burisma, dat waarschijnlijk zou worden geïnterpreteerd als partijpolitiek gesteggel, dat er ongetwijfeld in zou kunnen resulteren dat Oekraïne de brede steun verliest die het tot dusverre van zowel Democraten als Republikeinen heeft. Dit zou de nationale veiligheid van de Verenigde Staten ondermijnen.
Vindman meldde deze gebeurtenis ook aan de senior-adviseur van de Nationale Veiligheidsraad, John Eisenberg.

#### Wraak, intimidatie en rechtszaak
Na zijn getuigenis werden Vindman en zijn tweelingbroer uit het Witte Huis verwijderd. Ook werd de promotie van Vindman door het Witte Huis tegengewerkt. Per augustus 2020 nam Vindman, die genoeg had van de intimidaties, na 21 jaar ontslag bij het ministerie van defensie. Op 2 februari 2022 spande Vindman een rechtszaak aan jegens Donald Trump en een aantal mensen rond de voormalige president die hij medeverantwoordelijk houdt voor de wraak- en intimidatiecampagne. De andere aangeklaagden zijn:
- Donald Trump jr.
- Rudy Giuliani
- Julia Hahn
- Daniel Scavino Jr.

Ook Fox News en Fox-opiniemaker Laura Ingraham zijn in de aanklacht opgenomen.
De rechtszaak werd later dat jaar van tafel geveegd omdat het in de aanklacht gebruikte wetsartikel betreffend samenzweren volgens de rechter niet van toepassing was.

### Privé
Vindman is getrouwd met Rachel Vindman. Zijn tweelingbroer Yevgeny was eveneens luitenant-kolonel in het Amerikaanse leger en als jurist verbonden aan de Nationale Veiligheidsraad voor het behandelen van ethische kwesties en doet anno 2024 een gooi naar een zetel in het Huis van afgevaardigden. Hij heeft ook een oudere broer, Leo Vindman, die ook officier in het leger is geweest.

## Documentaire
Alexander Vindman, zijn tweelingbroer en hun grootmoeder van moederskant figureren in Ken Burns' documentaire The Statue of Liberty.

## In de media
Voorafgaand en tijdens de Russische invasie van Oekraïne in 2022 was Vindman veelvuldig op Amerikaanse nieuwszenders te zien wegens zijn expertise op het gebied van politiek en militaire zaken in Oost-Europa.
- Gemeinsame Normdatei: 1204320500
- Virtual International Authority File: 2030158188259220260004